# NGC 5305
NGC 5305 (другие обозначения — UGC 8729, MCG 6-30-87, ZWG 190.57, PGC 48930) — спиральная галактика с перемычкой (SBb) в созвездии Гончие Псы.
Этот объект входит в число перечисленных в оригинальной редакции «Нового общего каталога».